# Sesquioxyde de bore
Le sesquioxyde de bore, ou par adaptation de l'anglais ou de l'allemand scientifique, le trioxyde de dibore simplifié en trioxyde de bore, est un composé chimique de formule B2O3 et donc faisant partie des oxydes du bore. Le sesquioxyde de bore se présente sous la forme d'un cristal blanc, de maille orthorhombique. Il est très peu soluble dans l'eau à 0 °C, mais plus soluble dans l'eau chaude.
Il existe une seconde forme polymorphique, qui est la plus commune : il s'agit d'une matière vitreuse, soit un solide de forme amorphe translucide, incolore à blanc vitreux. Cependant il est possible de le faire cristalliser en totalité ou en partie après un lourd processus de recuit. La forme vitreuse qui possède une température de transition vitreuse entre 577 °C et 450 °C est plus légère, avec une masse volumique de 1,85 g/cm3, elle n'a pas les mêmes propriétés optiques (indice de réfraction biaxe de 1,459 et 1,481) et montre une solubilité plus faible dans l'eau : 1,1 g pour 100 g d'eau à 0 °C mais 15,7 g pour 100 g d'eau à 100 °C. Elle est toutefois soluble dans l'acide, l'alcool à 95° et la glycérine ou glycérol.
Cette matière vitreuse incolore se retrouve dans la composition de certains verres spéciaux.

## Structure
Le sesquioxyde de bore vitreux ou γ-B2O3 est supposément composé de boroxol cyclique qui sont des cycles de six éléments alternés entre bore trivalents et oxygène divalents. Cette théorie est controversée étant donné qu'aucun modèle n'a encore été fait de trioxyde de bore vitreux contenant ce genre de cycles et qui soit de la densité correcte. Les cycles formeraient quelques triangles de BO3 mais se polymérisent essentiellement sous forme de rubans ou de couches stratifiées,.
La forme cristalline du trioxyde de bore ou α-B2O3 est exclusivement composée de triangles de BO3. Cette structure trigonale similaire à la configuration trapézoédrique du quartz subit une transformation du type de la coésite vers une configuration monoclinique en β-B2O3 lorsque soumise à plusieurs gigapascals (9,5 GPa).
La cristallisation de l'α-B2O3 à température ambiante est cinétiquement très défavorable, les conditions limites pour la cristallisation du solide amorphe sont de 10 kbar et 200 °C.
L'appartenance de sa structure aux groupes d'énantiomorphes P31 (#144) ; P32 (#145), (comme la γ-glycine) a été révisée a posteriori, sa structure appartenant en fait aux groupes d'énantiomorphes P3121 (#152) ; P3221 (#154)(comme le quartz α).

## Préparation
Le trioxyde de bore est produit en traitant le borax avec de l'acide sulfurique dans un four à fusion à des températures supérieures à 750 °C, où il y a séparation de phase entre l'oxyde de bore fondu et le sulfate de sodium. Le composé obtenu, une fois décanté et refroidi, est d'une pureté avoisinant les 96 à 97 %.
Une méthode alternative consiste à chauffer de l'acide borique à plus de 300 °C. L'acide borique se décompose en eau et en acide métaborique (HBO2) à 170 °C puis en eau et trioxyde de bore à 300 °C selon les réactions suivantes :
H3BO3 → HBO2 + H2O
2HBO2 → B2O3 + H2O
L'acide borique permet la création de B2O3 anhydre sous forme microcristalline lorsqu'on utilise un séchoir en lit fluidisé à chauffage indirect.

## Dureté
Le module d'élasticité isostatique du β-B2O3 est de 180 GPa, ce qui est assez élevé, sa dureté Vickers ainsi que celle du γ-B2O3 s'élevant à 16 GPa.

## Réactivité
Le trioxyde de bore est un acide ; il est hygroscopique et se transforme en acide borique au contact de l'eau. Par réduction avec le magnésium, le potassium ou le dihydrogène il est possible d'obtenir du bore.
B2O3 + 3 Mg → 2 B + 3 MgO (ΔH = −533 kJ)
C'est d'ailleurs de cette façon que fut synthétisé pour la première fois le bore. En 1808, les chimistes français Louis Joseph Gay-Lussac et Louis Jacques Thénard réussissent à obtenir du bore impur par réduction du trioxyde de bore par le potassium. Le premier échantillon de bore à haute pureté fut, lui, obtenu en 1909 par le chimiste américain Ezekiel Weintraub, par réduction du trioxyde de bore par le dihydrogène sous arc électrique.
B2O3 peut être considéré comme l'équivalent d'un anhydride d'acide. Il réagit à chaud avec les oxydes métalliques, par exemple :
B2O3 + CaO → Ca (BO2)2 métaborate coloré
Cette réaction qui génère avec des oxydes métalliques des (méta)borates diversement colorés est l'équivalent du test à la perle de borax. On comprend son rôle comme flux de brasage, par cette capacité à incorporer les métaux dans une structure métaborate ou de borates souvent très complexes.
Il présente aussi un caractère basique avec des oxydes très acides, du type P2O5 ou As2O5
B2O3 + P2O5 → 2 BPO4

## Applications
- Composant de flux de brasage pour les verres et les émaux
- Matériau de base pour la synthèse d'autres composés du bore comme le carbure de bore
- Un additif des fibres optiques
- Production du verre borosilicate
- Comme catalyseur acide en synthèse organique